# Xiaomi Redmi Note 5
Xiaomi Redmi Note 5 (Redmi Note 5 Pro в Индия) е смартфон, разработен от китайския гигант Xiaomi. Той е част от линията Redmi Note на фирмата. Redmi Note 5 е представен на 14 февруари 2018 г. в Делхи, Индия като продължение на Redmi 5 Plus, ребрандиран като Redmi Note 5. Kитайското издание на Redmi Note 5 е обявено от производителя на 1 март 2018 г.

## Спецификации

### Хардуер
Redmi Note 5 има процесор Snapdragon 636. Телефонът е снабден с 5,99-инчов дисплей с висока резолюция (Full HD+) и има съотношение 18:9. Освен това разполага с 13-мегапикселова (за индийската версия Xiaomi Redmi Note 5 Pro: 20-мегапикселова) камера от лявата страна и светкавица отдясно.
Redmi Note 5 има двойна задна основна камера – 12-мегапикселова плюс 5-мегапикселова. Камерата отпред е 13-мегапикселова (за Индия: 20MP). Телефонът разполага и с предна светкавица. По отношение на оперативната памет Redmi Note 5 разполага с варианти от 3 GB, 4 GB или 6 GB памет. Вградената памет за съхранение е от 32 GB или 64 GB с възможност за поставяне на външна памет (microSD) в слота за втората SIM карта.

### Софтуер
Xiaomi Redmi Note 5 работи с операционна система MIUI 9 на базата на Android Nougat (7.1.2).

## Продажби
На 22 февруари 2018 г., при първата продажба на телефона, индийският клон на „Xiaomi“ твърди, че е продал повече от 300 000 бройки Redmi Note 5 (Redmi 5 Plus) и Redmi Note 5 Pro за по-малко от три минути и я нарича най-голямата продажба в индийската история на смартфоните.